# Kristina Poplavskaja
Kristina Poplavskaja, litvanska veslačica, * 24. julij 1972.
Poplavskaja je na Poletnih olimpijskih igrah 2000 v Sydneyju v dvojnem dvojcu osvojila bronasto medaljo za Litvo.